# María Jiménez
María Jiménez Gallego (Sevilla, 3 de febrero de 1950- Sevilla, 7 de septiembre de 2023) fue una cantante, bailaora y actriz española. En sus casi cincuenta años de carrera publicó diecinueve álbumes y actuó en más de diez películas y series de televisión. Por su labor artística, recibió numerosos premios y reconocimientos, entre ellos la Medalla de Oro al Mérito en las Bellas Artes que otorga el Ministerio de Cultura de España y el premio Andalucía Excelente a la trayectoria.

## Biografía
María Jiménez nació en el barrio sevillano de Triana el 3 de febrero de 1950. Su padre, Gabriel Jiménez, de ascendencia calé, era oriundo de Nerva (Huelva), y su madre, María Gallego Gómez (1916-1991), de El Pedroso (Sevilla). Tenía una hermana menor llamada Isabel (1955) y un hermano mediano, Gabriel. De familia humilde, a los quince años María empezó a trabajar como empleada doméstica.
María Jiménez comenzó como artista en los tablaos flamencos primero de Barcelona y después de Madrid, siendo apodada como «La Pipa», al final de la época del franquismo. Su primer disco llevó por título dicho nombre artístico.
Mantuvo un idilio con un importante ganadero de una familia muy conocida andaluza, y fruto de esta relación nació el 9 de septiembre de 1968 una hija, María del Rocío Asunción Jiménez. El 1 de junio de 1980 contrajo matrimonio en la iglesia sevillana de Santa Ana con el actor valenciano Pepe Sancho, quien adoptó a María del Rocío, hija de María, y le dio sus apellidos. El 16 de febrero de 1983 nació su hijo Alejandro. En 1984 María y Pepe se separaron. En la madrugada del 8 de enero de 1985 se produce el fallecimiento de María del Rocío en accidente de tráfico, en Madridejos (Toledo). Al año siguiente María y Pepe se volvieron a casar en Costa Rica, y años después se volvieron a separar, para casarse un par de veces más hasta su definitiva separación.
Durante los últimos años de su vida residió en la ciudad gaditana de Chiclana de la Frontera. Actualmente su hijo reside en este chalet con su pareja, Dánae Sánchez de Castro, con quien empezó una relación hace más de una década y con quien tiene dos hijos, Julia y Álex.
María también tenía alquilada una vivienda en Triana, para cuando estaba en su ciudad natal.

## Trayectoria profesional

### Inicios y éxitos (1975-1995)
Publicó su primer disco en 1975. En 1976 publicó el segundo, con la producción de Gonzalo García Pelayo y con arreglos del guitarrista Paco Cepero, con rumbas, tangos, bulerías, boleros, rancheras y baladas de Silvio Rodríguez, Lolita de la Colina o Amancio Prada. En 1978 lanzó el álbum Se acabó, cuyo primer sencillo se convirtió en un éxito en España y México gracias a la letra desenfadada sobre una mujer harta de una situación de maltrato.
Durante los años ochenta siguió grabando y lanzando álbumes a un ritmo frenético (un álbum cada dos años), que la posicionaron en la escena nacional e internacional como una de las rumberas más destacadas.

### Regreso y reconocimiento (2002-2020)
Su carrera se relanzó en 2001 cuando colaboró en la canción «La lista de la compra» con el grupo La Cabra Mecánica que consiguió llegar a lo más alto de la lista de Los 40 Principales, sumando a la salida de su nuevo disco Donde más duele (Canta por Sabina), que versiona canciones de Joaquín Sabina con la producción de Gonzalo García Pelayo. Este disco fue un rotundo éxito y vendió más de 600 000 copias en España y de él se desprendieron los sencillos "Con dos camas vacías" y "El diario no hablaba de ti", con el grupo Estopa. 
En 2002 también publicó sus memorias Calla canalla. Además, participó en varias películas y series de televisión como Todos los hombres sois iguales. 
En 2005 lanzó el álbum Canta José Alfredo Jiménez, con versiones de las más conocidas canciones de Jiménez.
Durante ese década presentó el programa Bienaventurados, en Canal Sur Televisión. Desde septiembre de 2009 hasta marzo de 2010 fue jurado en el programa Se llama copla de la misma cadena, y después lo sería esporádicamente en su edición especial, Se llama copla: El desafío.
En 2013 hizo un dúo con Manuel Orta y en 2019 uno con Miguel Poveda. 
En 2018 recibió el premio Radiolé del Grupo Prisa a toda su trayectoria. En 2021 recibió asimismo el premio Andalucía Excelente a la trayectoria.
Creó la Fundación María Jiménez, que tiene como objetivo luchar contra el maltrato hacia la mujer y promover la defensa del colectivo LGBTI.
En 2020 publicó el álbum La vida a mi manera, un álbum con doce temas nuevos junto con colaboraciones de Pitingo, Raimundo Amador y Miguel Poveda.

## Salud
En febrero de 2013, a los 63 años, fue diagnosticada con un cáncer de mama en estado primario. Fue operada en junio de ese mismo año para extirparle un tumor y empezó un tratamiento de quimioterapia y radioterapia. Tras tres años de lucha, en 2016 anunció que estaba totalmente curada.
En 2019 fue ingresada de urgencia en el Hospital San Rafael de Cádiz para ser operada por un problema en el aparato digestivo, motivo por el que estuvo en coma durante dos meses y medio.
María, que residía desde 2003 en un chalet en la localidad gaditana de Chiclana de la Frontera (adquirido en 1990), se había trasladado a Sevilla para realizarse un TAC el 5 de septiembre de 2023, en el hospital Quirón Infanta Luisa. Al día siguiente comenzó a estar muy decaída y fue apagándose poco a poco, siendo la causa última del deceso el cáncer de pulmón que padecía. Falleció en dicho hospital de Triana, rodeada de su familia, en la madrugada del 7 de septiembre de 2023, a los 73 años.
Tal y como era el deseo de la artista, su féretro fue portado en un coche fúnebre de caballos por el barrio de Triana, donde se ofició la misa funeral en la Real Parroquia de Santa Ana, donde fue bautizada y donde contrajera matrimonio religioso con Pepe Sancho. Su féretro fue cubierto con el manto de cultos de Santa Ana, siendo finalmente conducido al cementerio de San Fernando, donde descansa junto a sus padres y su hija.

## Filantropía
En noviembre de 2022, María presentó la creación de la Fundación María Jiménez en un acto presidido por el alcalde de Sevilla, Antonio Muñoz. La fundación tiene como objetivos, luchar contra la violencia de género y favorecer la integración social del colectivo LGBTI. Tras su fallecimiento, su hijo Alejandro, quién controla los beneficios que obtiene del merchandising de su madre, los divide entre la Fundación y la economía familiar.

## Legado
Jiménez está considerada como una revolucionaria dentro del género de la rumba y el flamenco en la música en español, convirtiéndose en una de las "musas" durante la Transición en Andalucía. Para muchos de los críticos musicales, sus letras provocadoras aportaron frescura a la rumba, gracias a su productor Gonzalo García Pelayo, padre del flamenco fusión en los 70. Su canción Se Acabó está considerado un himno de la lucha contra la violencia machista en España, convirtiendo a la cantante como una de las pioneras en hablar y denunciar públicamente la causa.
En marzo de 2024, se celebró un concierto homenaje en su ciudad de Sevilla. El concierto llamado, Mujeres cantan a María Jímenez, tuvo lugar el estadio Cartuja Center. Compañeras de profesión como Esperanza Soria, Davinia Jaén, Tamara o el Ballet Flamenco de Andalucía, entonaron los mejores temas de la discografía de la cantante.

## Discografía
Álbumes de estudio
| - 1975: María La Pipa - 1976: María Jiménez - 1978: Se acabó, con letra de José Ruiz Venegas - 1979: Resurrección de la alegría - 1980: Sensación - 1981: De distinto modo - 1982: Frente al amor - 1983: Por primera vez - 1984: Voy a darte una canción | - 1986: Seguir viviendo - 1987: Alma salvaje - 1988: Rocíos - 1993: Átame a tu cuerpo - 1995: Eres como eres - 2002: Donde más duele (canta por Sabina) - 2003: De María... a María con sus dolores! - 2005: Canta José Alfredo Jiménez - 2006: Bienaventurados - 2020: La vida a mi manera |

Álbumes recopilatorios
- 1992: 12 Grandes Éxitos
- 2005: Hablame en la Cama. Lo Mejor de Maria Jimenez[24]
- 2006: Con Golpes de Pecho

## Filmografía

### Cine
| Año                                    | Título                   | Personaje     | Director/a              | Notas        |
| -------------------------------------- | ------------------------ | ------------- | ----------------------- | ------------ |
| 1976                                   | Manuela                  |               | Gonzalo García Pelayo   | [ 25 ]       |
| 1982                                   | Perdóname amor           |               | Luis Gómez Valdivieso   |              |
| 1994                                   | La vida siempre es corta | Mujer         | Miguel Albaladejo       | Cortometraje |
| 2000                                   | ¡Ja me maaten...!        | Gitana Flores | Juan Antonio Muñoz      |              |
| 2004                                   | Yo, puta                 |               | María Lidón             |              |
| 2006                                   | Los mánagers             | Rota          | Fernando Guillén Cuervo |              |
| (Fuentes: IMDb.com y FilmAffinity.com) |                          |               |                         |              |

### Televisión
Series de televisión
| Año                                    | Título                          | Personaje         | Director/a                       | Cadena              | Notas            |
| -------------------------------------- | ------------------------------- | ----------------- | -------------------------------- | ------------------- | ---------------- |
| 1996                                   | Hostal Royal Manzanares         | Ella misma        | Sebastián Junyent                | La 1                | 1 episodio       |
| 1996-97                                | Todos los hombres sois iguales  | Perla Tarantillos | Jesús Font                       | Telecinco           | 14 episodios     |
| 2006                                   | Amar en tiempos revueltos       | Cantante          | Lluis María Güell y Orestes Lara | La 1                | 1 episodio       |
| 2023                                   | María Jiménez: Mi mundo es otro | Ella misma        | Carlos Hierro                    | Atresplayer Premium | Serie documental |
| (Fuentes: IMDb.com y FilmAffinity.com) |                                 |                   |                                  |                     |                  |

Programas de televisión
| Año        | Título                    | Cadena    | Notas        |
| ---------- | ------------------------- | --------- | ------------ |
| 1991       | Narradores                | TVE       | Invitada     |
| 2002       | Ratones Coloraos          | Canal Sur | Invitada     |
| 2003       | La noche de los tramposos | Antena 3  | Invitada     |
| 2005       | Homo Zapping              | Antena 3  | Invitada     |
| 2005, 2018 | Menuda noche              | Canal Sur | Invitada     |
| 2006–2007  | Bienaventurados           | Canal Sur | Presentadora |
| 2014       | ¡Qué tiempo tan feliz!    | Telecinco | Invitada     |
| 2015, 2020 | Gente maravillosa         | Canal Sur | Invitada     |
| 2019, 2020 | Mi casa es la tuya        | Telecinco | Invitada     |
| 2020, 2021 | Sálvame Deluxe            | Telecinco | Invitada     |
| 2020       | El hormiguero             | Antena 3  | Invitada     |